# Scott Bakula

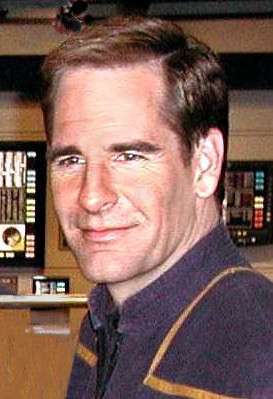
Scott Bakula i rollen som Jonathan Archer i Star Trek Enterprise.

Scott Stewart Bakula, född 9 oktober 1954 i Saint Louis i Missouri, är en amerikansk skådespelare, främst känd som Sam Beckett i Quantum Leap och som Jonathan Archer i Star Trek: Enterprise.
Bakula flyttade till New York 1976 för att pröva lyckan som musikalartist.

## Filmografi i urval
- 1989–1993 – Quantum Leap (TV-serie) (97 avsnitt)
- 1990 – Oturen att ha ihjäl en älskare
- 1991 – Tuffa tag grabbar
- 1993–1996 – Murphy Brown (TV-serie) (13 avsnitt)
- 1994 – Color of Night
- 1995 – Lord of Illusions
- 1995 – East L.A. (My Family)
- 1995 – Inkräktarna
- 1996–1997 – Mr & Mrs Smith (TV-serie) (13 avsnitt)
- 1997 – Katter dansar inte (röst)
- 1998 – Värsta gänget 3
- 1999 – American Beauty
- 2001 – Livsverket
- 2001–2005 – Star Trek: Enterprise (TV-serie) (98 avsnitt)
- 2007 – Mördande hetta (TV-film)
- 2009 – The Informant!
- 2009–2011 – Men of a Certain Age (TV-serie) (22 avsnitt)
- 2011 – Source Code (röst)
- 2012 – Desperate Housewives (TV-serie, fem avsnitt)
- 2013 – Geography Club
- 2013 – Mitt liv med Liberace (TV-film)
- 2014 – Elsa & Fred
- 2014–2015 – Looking (TV-serie) (åtta avsnitt)
- 2014–2017 – NCIS: New Orleans (TV-serie) (71 avsnitt; pågående)
- 2015 – Me Him Her